# Peter Behrens
Peter Behrens (Amburgo, 14 aprile 1868 – Berlino, 27 febbraio 1940) è stato un architetto e designer tedesco.

## Biografia
Nato ad Amburgo in una famiglia protestante nativa dello Schleswig-Holstein, Behrens studiò pittura nella sua città natale per poi spostarsi a Düsseldorf e Karlsruhe tra il 1886 e il 1889. Nel 1899, dopo aver sposato Lilly Kramer, si trasferì con lei a Monaco e lì lavorò dapprima come pittore, illustratore e rilegatore artigiano, avvicinandosi progressivamente ai circoli bohemienne e sviluppando un profondo interesse per le tematiche legate al vivere moderno, e successivamente, nel 1899, accettò l'invito del granduca Ernesto Luigi d'Assia ad essere uno dei partecipanti al suo progetto di un insediamento di artisti. Behrens costruì quindi presso la colonia di Darmstadt la propria abitazione e progettò ogni elemento che vi era contenuto, dall'arredamento alle suppellettili. Questo progetto - vera e propria opera d'arte totale, Gesamtkunstwerk, nel senso squisitamente wagneriano del termine - è considerato la svolta della sua carriera, il definitivo abbandono dell'arte e delle correnti liberty in favore di uno stile più sobrio e austero.

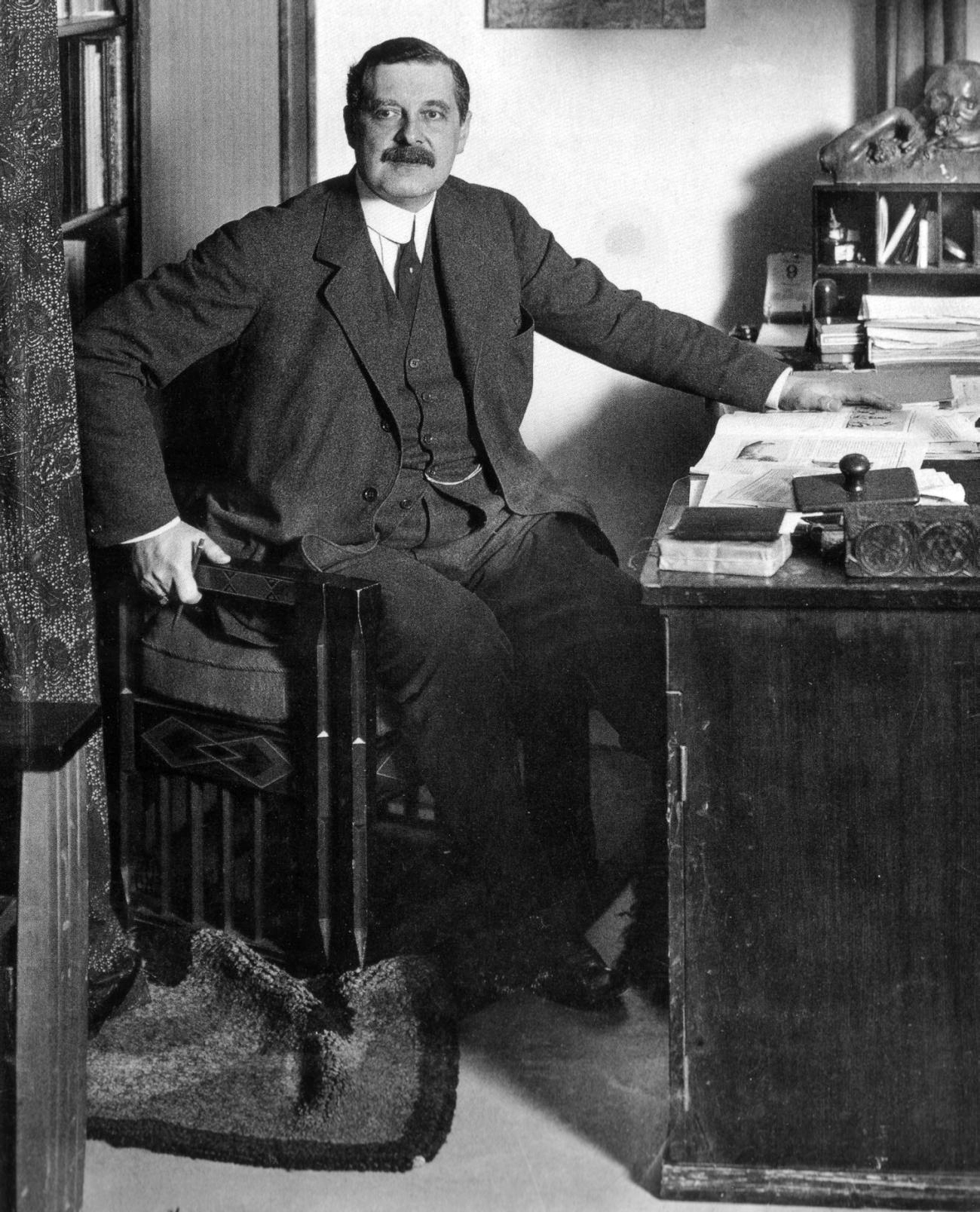
Peter Behrens nel 1913 nel suo ufficio a Berlino

Nel 1903 Behrens fu nominato preside della Kunstgewerberschule di Düsseldorf, incarico durante il quale si distinse per le numerose riforme apportate al sistema. Nel 1907, inoltre, Behrens fu uno dei dodici artisti indipendenti che aderirono al Deutscher Werkbund, fondato in quell'anno da Hermann Muthesius. Il gruppo era profondamente influenzato dal movimento di rivalutazione delle arti applicate, pur spingendosi verso tendenze meno conservatrici e nostalgiche: loro desiderio era creare per l'industria, contribuire al forgiarsi di una nuova struttura sociale e spingere verso un riumanizzarsi dell'economia, della società e della cultura.
Nel 1907 giunse un altro importante incarico. La Allgemeine Elektrizitäts-Gesellschaft (AEG) assunse infatti Behrens come consulente artistico e lo incaricò di creare la veste grafica dell'azienda, dal logo alla pubblicità alla linea principale dei prodotti: si tratta del primo incarico di questo tipo, che rende Behrens il primo industrial designer della storia. Tra il 1907 al 1912 ebbe numerosi allievi, i più illustri dei quali sono sicuramente Ludwig Mies van der Rohe, Charles Edouard Jeanneret-Gris (meglio noto come Le Corbusier), Adolf Meyer, Jean Kramer e Walter Gropius, futuro direttore del Bauhaus. Fu in quegli anni che Behrens progettò la Fabbrica di turbine AEG, dove concretizzò in termini architettonici il programma del Deutscher Werkbund, creando un capolavoro dell'architettura moderna destinato a influenzare molti degli architetti a venire. Nel 1922 accettò l'invito ad insegnare alla Akademie der Bildenden Künste di Vienna e nel 1936, dopo la morte di Hans Poelzig, divenne preside della facoltà di architettura dell'Accademia Prussiana delle Arti di Berlino.
Dopo la prima guerra mondiale la sua opera fu entusiasticamente richiesta dalla rinascente industria tedesca: esempi di questa attività furono gli edifici delle acciaierie Mannesman di Düsseldorf, e il complesso di uffici per la I.G. Farben. Durante il periodo nazista Behrens si pose invece come figura contraddittoria: rimase preside della facoltà di architettura a Berlino e fu figura di spicco nelle trasformazioni artistiche del secolo, oltre che un importante industrial designer, fu più volte elogiato da Albert Speer - architetto pupillo di Adolf Hitler - e raggiunse notorietà mondiale. Ciò malgrado rimase sempre in un certo qual modo inviso al governo nazista, che avrebbe desiderato limitarne l'attività.

## Stile e pensiero
Gli esordi progettuali di Peter Behrens si sono consumati nell'alveo dell'Arts and Crafts Movement, movimento artistico animato da intellettuali come William Morris che intendeva rivalutare l'artigianato proteggendolo dall'incalzante progresso dell'industria e dalla corruzione del gusto da esso prodotto. Qui Behrens si segnalò innanzitutto come pittore, dando vita a opere - perlopiù oli su tela o xilografie - che tendevano con vigore nella direzione dell'art nouveau: ciò malgrado, pur condividendone i modi espressivi, Behrens li interpretò in maniera assolutamente originale, come osservato dal critico Marco Biraghi:
(Marco Biraghi)

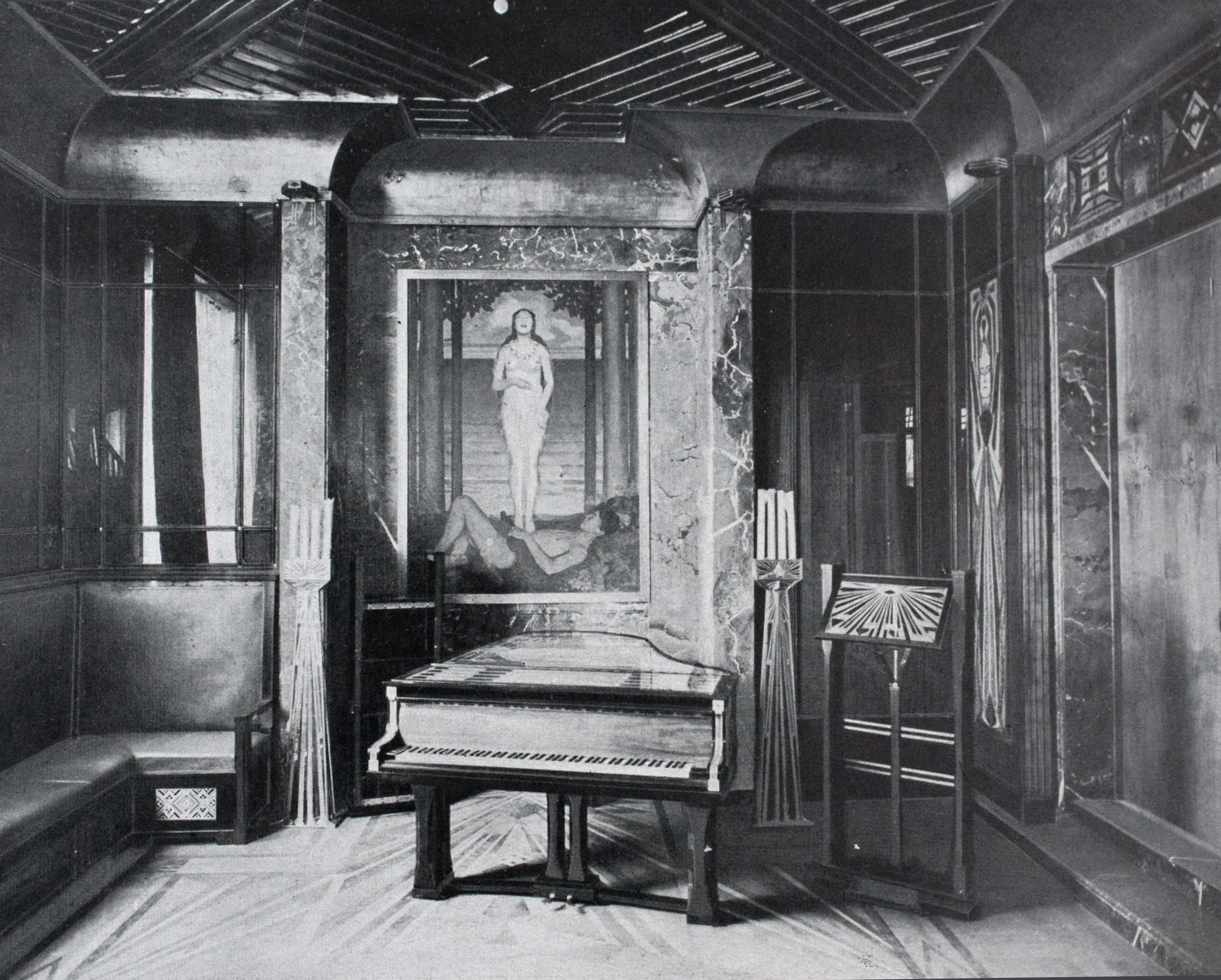
La casa di Behrens alla colonia degli artisti di Darmstadt

L'ingresso nella terza dimensione auspicato dal Biraghi 
si verificò nel 1901, quando Behrens entrò nella colonia di artisti gravitante intorno alla carismatica figura di Ernst Ludwig, granduca di Hesse. Resosi conto della modestia dei suoi risultati come decoratore e pittore di cavalletto, infatti, Behrens qui si cimentò in interventi grafici, scenografici ma soprattutto nell'architettura, progettando una casa per sé stesso, a Darmstadt. Le circonvoluzioni dello Jugendstil qui si affiancano a un altro interessante spunto progettuale, costituito dal pensiero del filosofo tedesco Friedrich Nietzsche, da cui Behrens desunse la volontà di generare uno Stil che fondesse arte e vita, bellezza e potere, volontà individuale e autoritismo statale, e che emanasse «un senso di superoministica potenza, bellezza barbarica e violenza tellurica» (Biraghi). In questo senso Nietzsche, citato addirittura esplicitamente nella dimora di Darmstadt con i motivi figurativi dell'aquila e il serpente (in riferimento all'eterno ritorno), era per Behrens il simbolo del grandioso e potente sviluppo industriale del Reich. Dal filosofo di Röcken, dunque, Behrens recepì non tanto impulsi dionisiaci, o zarathustriani, bensì una sensibilità severa che fondeva mondo naturale e spirituale «sotto il segno apollineo dell'organizzazione industriale», come osservato dai critici Manfredo Tafuri e Francesco Dal Co:
(Manfredo Tafuri, Francesco Dal Co)

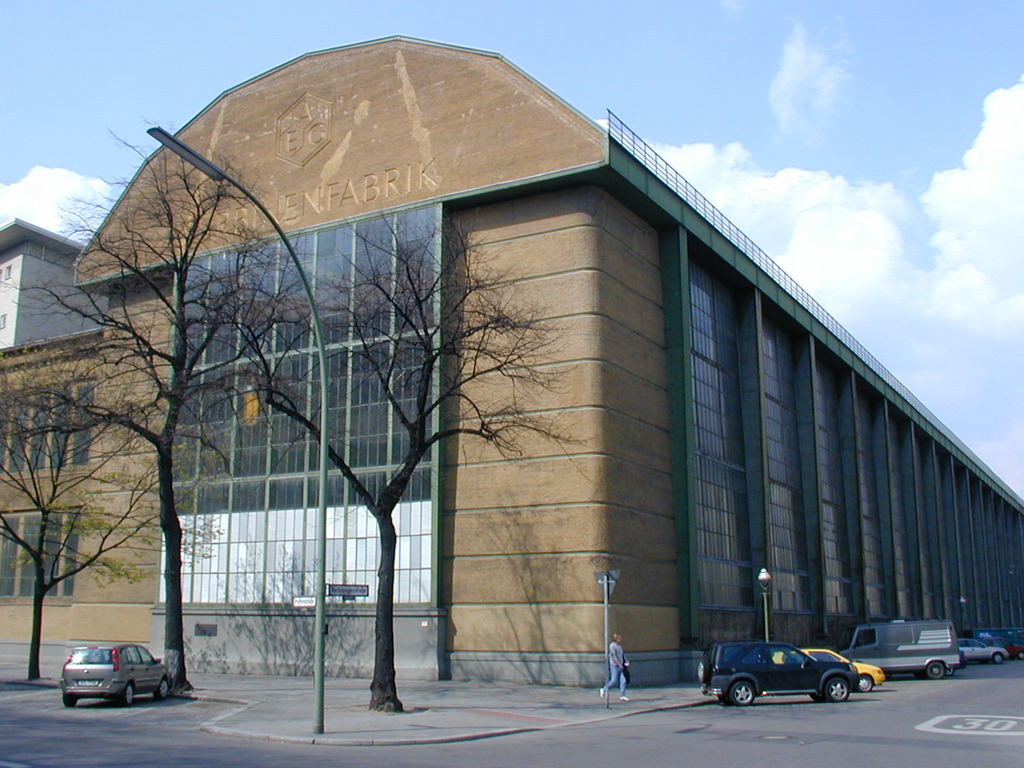
La fabbrica delle turbine AEG

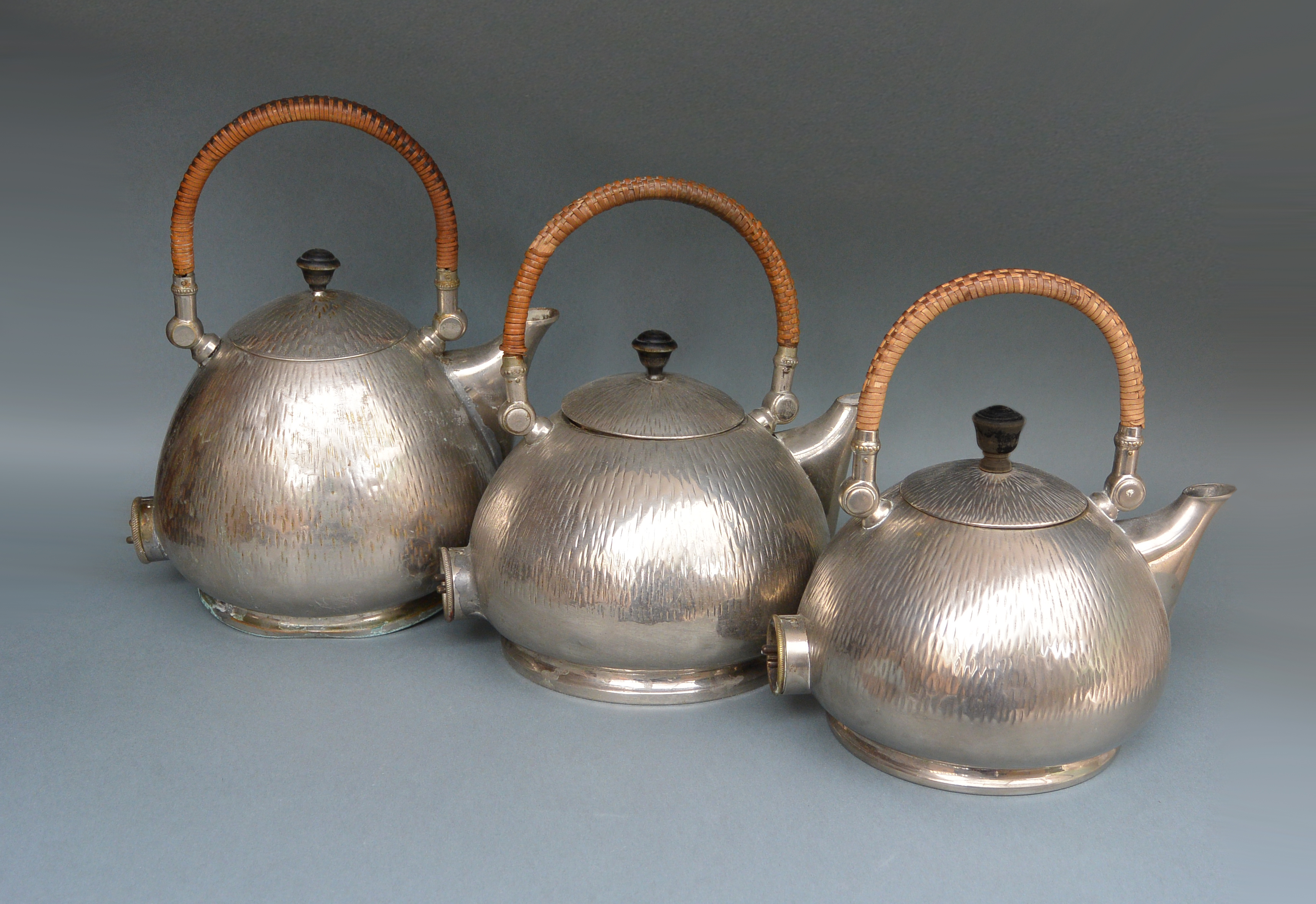
Teiere disegnate da Behrens

Questo approccio progettuale venne potenziato quando Behrens nel 1907 divenne consulente artistico generale dell'AEG, azienda elettrica tedesca diretta da Emil e Walther Rathenau. Obiettivo di Behrens era quello di recuperare quel binomio tra estetica e funzionalità il quale, pur sembrando apparentemente inscindibile, decadeva proprio nell'industria tedesca, la quale - pur potendo beneficiare di una grandiosa fase di splendore per iniziativa di imprenditori illuminati, come Osthaus ed Emil Rathenau - faticava a fabbricare prodotti esteticamente gradevoli, scadendo invece nella scadente logica del «billig und schlecht», di manufatti funzionali, a basso prezzo ma di cattiva qualità, per usare una formula introdotta da Franz Reuleaux. Valeva, tuttavia, anche il viceversa, con il proliferare di prodotti progettati non con un disegno accorto, bensì con una «cosmesi [...] che non ha nessuna altra ragione tecnica o scientifica se non di accrescerne la piacevolezza e aumentarne la vendita» (Dorfles). In seno all'AEG Behrens elaborò creazioni squisitamente sachlich, oggettive, che rinunciano alle decorazioni, giudicate inutili e ridondanti, e che al contrario si basano sulle logiche produttive dell'organizzazione industriale. A parlare è lo stesso Behrens:
(Peter Behrens)
Tale modus operandi veniva applicato da Behrens a ogni scala. Nell'architettura Behrens rinunciò alle superfetazioni decorative dell'art nouveau in favore di una maggiore funzionalità, con volumetrie rigorosamente semplici, squadrate e sobrie, spogliate da ogni qualsivoglia virtuosismo ornamentale se non connesso a una migliore esplicitazione visiva delle logiche funzionali intrinseche all'organismo edilizio: si ottenevano così costruzioni industriali che assurgevano a dignità artistica e che, in linea con il pensiero dell'AEG, si configuravano come sintesi suprema di uomo e macchina (si pensi, in tal senso, al maggiore capolavoro behrensiano, la fabbrica di turbine AEG). Behrens, tuttavia, raggiunse risultati notevoli anche sulla piccola scala: egli, infatti, disegnò oggetti industriali d'uso quotidiano, manifesti, materiali pubblicitari fruibili in maniera eccellente non solo dal punto di vista estetico, bensì anche da quello funzionale (e, quindi, tutt'altro che billig und schlecht): non a caso dalla scuola del Behrens discese Walter Gropius, fondatore del Bauhaus. Furono tuttavia numerosi altri gli architetti che adottarono il pensiero di Behrens, in maniera più o meno consapevole, come punto di riferimento: si citano, in tal senso, Le Corbusier e Ludwig Mies van der Rohe.